# プロ空手
プロ空手（プロからて）とは、空手道を一般大衆に見せ、利益を上げるために開催される競技空手のこと。日本とアメリカではニュアンスが異なる。

## 日本の場合
日本では、大塚剛が1973年（昭和48年）から1983年（昭和58年）まで、九州で主催し、ボクシングのリングの上でカラフルな胴衣を着た空手家が素手素足で格闘を行う全日本プロ空手協会の興行を意味した。
この協会の興行はテレビ西日本を制作局としてフジテレビ系列で全国放送され、また1976年（昭和51年）には東映より『世界最強の格闘技 殺人空手』（山口和彦監督）のタイトルで映画化された。
それに続き、極真会館も郷田勇三が日本空手ファイト協会を立ち上げた。こちらの協会は真剣勝負でなかったため、当時の極真人気にあやかれず数年で解散する。
なお、廣重毅が「加納達也」のリングネームで試合を行っている。

## アメリカの場合
アメリカでは、1974年（昭和49年）に創立されたプロ空手協会（PKA）から始まった競技のこと。日本においては世界キックボクシング協会（WKA）を通して紹介された。当時日本ではマーシャルアーツと呼んでいた。
開始当初の正式名称はフルコンタクト空手だったが、現在ではフルコンタクト・キックボクシングと呼ばれる。
ムエタイとは異なりローキック（下段蹴り）は禁止で、ボクシングのリング上で、グローブと足パッドと脛あてを着け、上半身裸で行われる。